# Umberto Tozzi
Umberto Antonio Tozzi (* 4. března 1952 Turín) je italský zpěvák a hudební skladatel populární hudby, představitel italského popu 70. a 80. let 20. století. V roce 1987 Tozzi vyhrál hudební festival v San Remu s písní „Si può dare di più“. Ve stejném roce reprezentoval Itálii na Eurovision Song Contest.
Bylo prodáno přes 70 milionů jeho alb a jeho písně „Ti amo“, „Gloria“ či „Tu“ se staly hity. Dva posledně jmenované v Česku proslavil Petr Rezek („Jsi“) a Vítězslav Vávra („Dívka Gloria“) svými coververzemi. Píseň „Ti amo“ pak humoristický projekt Triky a pověry svou parodií „Ty jámo“. Coververzí Tozziho písně byla i „Třetí galaxie“ Michala Davida (v originále „Stella stai“).

## Diskografie
- Donna amante mia (1976)
- È nell'aria … ti amo (1977)
- Tu (1978)
- Gloria (1979)
- Tozzi (1980)
- Notte rosa (1981)
- Eva (1982)
- Hurrah (1984)
- Invisibile (1987)
- Gli altri siamo noi (1991)
- Equivocando (1994)
- Il grido (1996)
- Aria e cielo (1997)
- Un'altra vita (2000)
- Le parole (2005)
- Heterogene (2006)
- Tozzi Masini (2006)
- Superstar (2009)
- Yesterday, today (2012)
- Ma che spettacolo (2015)